# Hemispheres. Studies on Cultures and Societies
„Hemispheres. Studies on Cultures and Societies” – ukazujące się od 1984 roku czasopismo naukowe Zakładu Krajów Pozaeuropejskich Polskiej Akademii Nauk, wydawane w językach angielskim i francuskim. Początkowo rocznik, od 2014 kwartalnik. 
Pierwszym redaktorem naczelnym został Andrzej Zajączkowski, kolejnym Jerzy Zdanowski (od nr 10 z 1995). Wydawcą początkowo był Zakład Narodowy im. Ossolińskich, od 1989 tę funkcję przejął IW SONOR, w latach 1992–1997 Wydawnictwo Naukowe Semper, następnie Wydawnictwo Naukowe Askon.